# عنصرية مختلطة
العنصرية المختلطة هي عبارة عن نظرية نفسية اجتماعية تقول بأن الأشخاص عندما يدركون بأن لديهم معتقدات متضاربة حول مجموعة مغايرة (مجموعة من الأشخاص لا ينتمون إلى مجموعة المرء) ينتابهم بشعور عقلي سلبي يشار إليه باسم نظرية التنافر. وتظهر هذه المشاعر نتيجة إيمان المرء من جهة بالقيم الإنسانية مثل مساعدة المحتاجين، ولكن من جهة أخرى إيمانه أيضًا بالقيم الفردية مثل العمل الجاد لتحسين حياة الفرد.
يؤكد كلٌ من برنارد وايتلي وماري كايت بأن هذا التنافر يحفز الأشخاص ليغيروا آراءهم في محاولة للتقليل من شعورهم بعدم الراحة. واعتمادًا على الموقف أو السياق الذي أثارهم، فإن الأشخاص سيعطون الأولوية إما إلى المعتقدات الإيجابية أو السلبية مما يؤدي إلى تحول سلوكي مطابق، وهو ما يعرف باسم تضخيم الاستجابة.

## آراء حول العنصرية المختلطة
وفقًا لكل من برنارد وايتلي وماري كايت، فإن العنصرية المختلطة تنتج عن وجود أفكار جيدة وسيئة لدى المرء حول مجموعة مغايرة. فعلى سبيل المثال، يتكلم كتابهما، «علم نفس العنصرية والتمييز» (The Psychology of Prejudice and Discrimination)، حول العرقية وكيف أنه يوجد لدى بعض الأفراد اتجاهات مزدوجة تجاه الأشخاص المنتمين للأعراق الأخرى. وذلك يعني أن سلوكهم أيضًا متناقض، «فهو في بعض الأحيان إيجابي وسلبي في أحيان أخرى» (وايتلي وكايت 2010، صفحة 214).
أكد إروين كاتز بأن العنصرية المختلطة تظهر فقط عندما يصبح الفرد مدركًا لتوجهاته المتضاربة، وبالنسبة لمعظم الأفراد قد تتسبب ببساطة مواجهة بعض الأشخاص من المجموعة المغايرة في الشعور بهذه العنصرية. وفقًا لكاتز، قد يتسبب هذا الصراع بين الاتجاهات في مشكلات مع صورة الذات الخاصة بالمرء، وذلك يرجع إلى أن الأمر يبدو كما لو كان الفرد لا يمارس القيم المهمة التي يؤمن بها. وقد يتسبب هذا الصراع في الشعور بمشاعر سلبية، والتي يتم التعبير عنها بسلوك سلبي.
ويعتقد كلٌ من إروين كاتز وجلين هاس بأن القيم الأمريكية المتناقضة هي المسئولة عن العنصرية المختلطة (1988). القيمة الأولى هي أن العمل الجاد دائمًا ما يكون مثمرًا وأن الأشخاص يحصلون على ما يستحقون. والقيمة الثانية هي أن جميع الأشخاص متساوون وأنه يجب أن يقوم الأشخاص بمساعدة الأقل حظًا منهم. وعندما يتم تطبيق هذه القيمة على العرق، يحدث تشتت للعديد من الأشخاص. فهم يرون أن الأشخاص المحتاجين المنتمين إلى أعراق أخرى لا يعملون بشكل جاد يكفي لاستحقاق المساعدة مثل الأشخاص المنتمين إلى نفس عرقهم، ولكنهم أيضًا يدركون أن الأشخاص من الأعراق الأخرى يواجهون صعوبات مالية واجتماعية أكثر. وبالتالي، تؤدي تلك المشاعر المختلطة إلى الازدواجية.
ولقد اقترح كلٌ من تارا ماكدونالد ومارك زاننا بأن الصور النمطية عن الآخر هي المسئولة عن العنصرية المختلطة. فوفقًا لكل من ماكدونالد وزاننا، قد يعجب الأشخاص بالآخرين ويحترمونهم، وكلا الشعورين يعملان بشكل مستقل عن الآخر. عندما يشعر شخص ما بتلك المشاعر تجاه مجموعة كاملة فذلك يرجع إلى الصور النمطية. ولذلك، يمكن للشخص أن يحب ولا يحترم الأشخاص المنتمين إلى أعراق أخرى، نتيجة لصور نمطية معينة، أو أن يكره ويحترم نفس المجموعة من الأشخاص بسبب صور نمطية أخرى.
ففي دراسة أجريت لاختبار طبيعة العنصرية المختلطة، قام الطبيب إتش ماتسو (2005) بدراسة موقف الأمريكيين تجاه المجموعات المهاجرة. واقترح أن العنصرية المختلطة تنبع من وجهتي نظر. فيوجد موقف أكثر فردية، وهو الذي يرتبط بأهمية أخلاقيات العمل البروتستانتية. وذلك الموقف مرتبط بالتوجهات الأكثر سلبية تجاه المجموعات المغايرة. ووجه النظر الأخرى هي وجهة نظر تهتم بالمساواة أو إنسانية. وترتبط وجهة النظر هذه بالتوجهات الأكثر إيجابية تجاه المجموعات المغايرة.

## تضخيم الاستجابة
عندما يحاول الأشخاص التخلص من نظرية التنافر لديهم، فإنهم في الغالب يقومون بالتصرف وفقًا للسياق الذي يتواجدون فيه. فعلى سبيل المثال، إذا مروا بتجربة سلبية، فسيتصرفون بشكل أكثر سلبية مما يستدعيه الموقف وإذا مروا بتجربة إيجابية، فسيستجيبون بشكل أكثر إيجابية مما يستدعيه الموقف. وبشكل أساسي، فهم يقومون بتضخيم ما يعتقدون بأنه الاستجابة الصحيحة وذلك ليثبتوا لأنفسهم بأن سلوكهم لا ينبع من عنصرية.

## أمثلة واقعية عن العنصرية المختلطة
تعتقد سوزان بأنها شخصية متسامحة ومتفهمة. فهي تعتقد أن الأمريكيين الأفارقة يواجهون صعوبات أكثر من البيض ولذلك تدعم فكرة إنفاق أموال الضرائب للمساعدة في دعم الفقراء. ولكنها أيضًا تقتنع بأنه يجب على الأشخاص العمل الجاد للحصول على ما يريدون وغالبًا ما تتساءل حول عدم محاولة الأمريكيين الأفارقة بصورة أكبر للتحسين من أنفسهم. وعندما يشير أحد الأشخاص إلى أن هذه المعتقدات تتعارض مع المنظور المتسامح الذي تدعيه، تشعر سوزان بعدم الراحة.
وفي محاولة للتغلب على هذا الشعور بعدم الراحة، قامت سوزان بوضع مجموعة من معتقداتها كأولوية على المجموعة الأخرى، وأصبحت تستجيب بشكل أكثر إيجابية ردًا على التفاعلات الإيجابية وبشكل أكثر سلبية على التفاعلات السلبية. وبمعنى آخر، إنه إذا تواصل شخص أمريكي إفريقي بشكل جيد معها فستستجيب بشكل أكثر إيجابية من شخص لا يعاني من الشعور بالعنصرية المختلطة، والعكس، إذا تواصل معها بشكل سلبي فستستجيب بشكل أكثر سلبية من شخص لا يعاني من الشعور بالعنصرية المختلطة.